# Meximalus skinnerensis
Meximalus skinnerensis är en stekelart som beskrevs av Burks 2004. Meximalus skinnerensis ingår i släktet Meximalus och familjen puppglanssteklar. Inga underarter finns listade i Catalogue of Life.